# Théodore de Banville
Pour les articles homonymes, voir Banville (patronyme).
Théodore Faullain de Banville, né le 14 mars 1823 à Moulins (Allier) et mort le 13 mars 1891 à Paris 6e arrondissement, est un poète, dramaturge et critique dramatique français.
Célèbre pour les Odes funambulesques et Les Exilés, il est surnommé « le poète du bonheur ».
Ami de Victor Hugo, de Charles Baudelaire et de Théophile Gautier, il est considéré de son vivant comme l’un des plus éminents poètes de son époque.

## Biographie

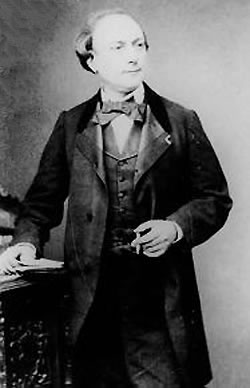
Théodore de Banville.

Fils du lieutenant de vaisseau Claude Théodore Faullain de Banville et de Zélie Huet, Théodore de Banville a fait ses études au lycée Condorcet à partir de 1830. Encouragé par Victor Hugo et par Théophile Gautier, il se consacra à la poésie, et fréquenta les milieux littéraires parmi les plus anticonformistes. Il méprisait la poésie officielle et commerciale, fut l’adversaire résolu de la nouvelle poésie réaliste et l’ennemi de la dérive larmoyante du romantisme.
Il collabore aussi comme critique dramatique et chroniqueur littéraire aux journaux Le Pouvoir (1850), puis Le National (1869) ; il devient une figure très importante du monde littéraire et participe à la Revue fantaisiste (1861), où se retrouvent les poètes qui furent à l’origine du Parnasse et de tous les mouvements de ce siècle.
Il rencontre Marie-Élisabeth Rochegrosse (1828-1904) en 1862 (ils se marieront treize ans plus tard, le 15 février 1875), et organise la première représentation de Gringoire en 1866. Il publie Les Exilés en 1867, recueil qu’il dédie à sa femme et qu’il considéra comme le meilleur de son œuvre. Il adopte son beau-fils, Georges-Antoine Rochegrosse, et contribue à la culture littéraire et artistique de celui qui deviendra un des peintres les plus en vue de la IIIe République.
Le 2 septembre 1867, il a fait l'éloge de Baudelaire sur sa tombe au cimetière du Montparnasse (6e division), en présence de moins de cent personnes. Banville s'est aussi occupé, avec Asselineau, de la troisième édition des Fleurs du mal de Baudelaire.
En 1870, Arthur Rimbaud, âgé de 16 ans, initié à la poésie de son temps par la revue collective Le Parnasse contemporain, lui envoie une lettre (datée du 24 mai 1870), en y joignant plusieurs poèmes (Ophélie, Sensation, Soleil et chair), dans l’espoir d'obtenir son appui auprès de l’éditeur Alphonse Lemerre. Banville répond à Rimbaud, mais les poèmes ne sont pas publiés.
En novembre 1871, Théodore de Banville héberge Arthur Rimbaud, mais dès le mois de mai, ce dernier dans ses lettres dites « du voyant » exprime sa différence et, en août 1871, dans son poème parodique Ce qu'on dit au poète à propos de fleurs, exprime une critique ouverte de la poétique de Banville.
En 1872, avec son Petit Traité de poésie française, Banville rompt avec le courant symboliste.
Il publie presque une œuvre par an tout au long des années 1880.
Il meurt à Paris le 13 mars 1891, la veille de ses 68 ans, peu après la publication de son seul roman, Marcelle Rabe. Il est inhumé au cimetière du Montparnasse (13e division).

## Appréciation
Théodore de Banville a particulièrement travaillé, dans son œuvre, les questions de forme poétique, et a joué avec toutes les richesses de la poésie française. Il lui a été reproché d'avoir manqué de sensibilité et d'imagination, mais son influence salutaire permit à de nombreux poètes de se dégager de la sensiblerie mièvre qui survivait au véritable romantisme.
Théodore de Banville unit dans son œuvre le romantisme et le parnasse, dont il fut l’un des précurseurs. Il professait un amour exclusif de la beauté et la limpidité universelle de l’acte poétique, s’opposant à la fois à la poésie réaliste et à la dégénérescence du romantisme, contre lesquels il affirmait sa foi en la pureté de la création artistique.

## Œuvre

### Proses et poésies
- Les Cariatides, poésies, 1842
- Querelle, poésie, Roses de Noël
- Les Stalactites, poésies, 1846
- Odelettes, poésies, 1856

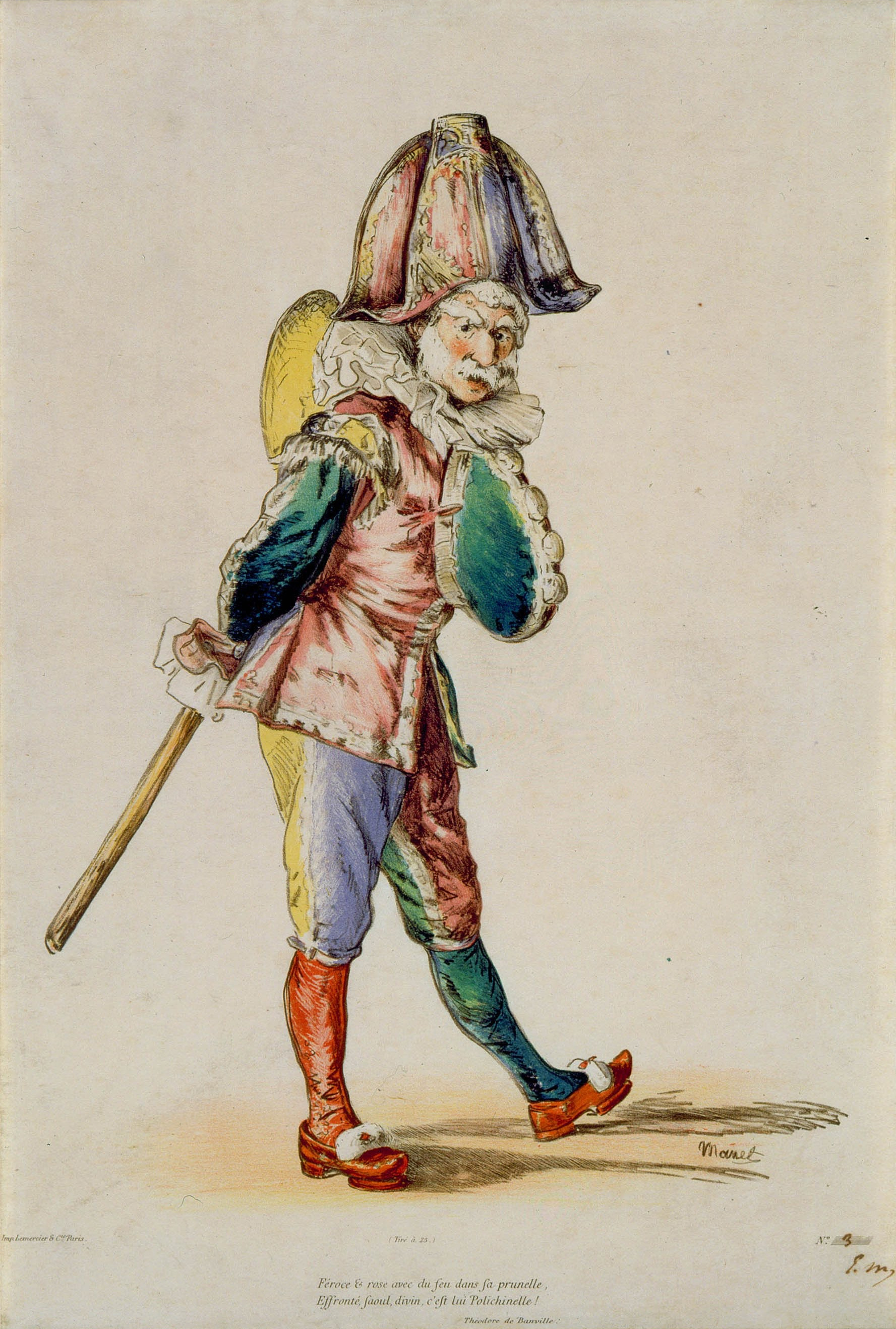
Distique placé par Théodore de Banville au bas d'une lithographie de Manet :
Féroce & rose, avec du feu dans sa prunelle,
Effronté, saoul, divin, c'est lui, Polichinelle.

- Odes funambulesques et Le Sang de la Coupe, poésies, 1857. Ces recueils lui apportent la consécration et marquent une évolution vers plus de souplesse et de charme.
- Esquisses parisiennes, poésies &  Scènes de la vie , chez Poulet-Malassis et De Broise, 1859  ce dernier, très rare, est réservé aux proches de l'auteur ou aux amateurs de curiosités bibliophiliques et dédié à Théodore Barrière.
- Améthystes, poésies, 1863
- La Mer de Nice - Lettres à un ami, Poulet-Malassis, 1865
- Contributions au Parnasse contemporain, 1866, 1871, 1876
- Les Camées parisiens, 1866 (en trois séries indépendantes, parues séparément, à petit nombre, entre 1866 et 1873 chez René Pincebourde)
- Les Exilés, poésies, 1867
- Nouvelles odes funambulesques, poésies, 1869
- Idylles prussiennes, 1870-1871
- Petit traité de poésie française, 1871. Texte à partir duquel il se détourne peu à peu de la poésie contemporaine à la suite d'un violent désaccord avec le symbolisme.
- Théophile Gautier, ode, 1872
- Trente-six Ballades joyeuses, 1873
- Rondels composés à la manière de Charles d'Orléans et Les Princesses, sonnets, 1874
- Les Occidentales et Rimes dorées, 1875
- Roses de Noël, 1878
- Contes pour les Femmes, 1881
- Contes féeriques, 1882
- Mes souvenirs, 1882
- Petites Études : La Lanterne magique, G. Charpentier, éditeur, 1883
- Nous tous, 1883
- Contes héroïques, 1884
- Contes bourgeois, 1885
- Lettres chimériques, 1885
- Les Servantes, 1885.
- Le Forgeron, poème, 1887
- Madame Robert, contes, 1887
- Les Belles Poupées, 1888
- Marcelle Rabe, roman, 1891
- Sonnailles et clochettes, 1891

### Théâtre
- Le Feuilleton d'Aristophane, en collaboration avec Philoxène Boyer, Théâtre de l'Odéon, 26 décembre 1852
- Le Beau Léandre, Théâtre du Vaudeville, 27 septembre 1856
- Le Cousin du Roi, Théâtre de l'Odéon, 4 avril 1857
- Diane au bois, Théâtre de l'Odéon, 16 octobre 1863
- Les Fourberies de Nérine, Théâtre du Vaudeville, 15 juin 1864
- La Pomme, Théâtre Français, 30 juin 1865
- Gringoire, comédie historique, Théâtre Français, 23 juin 1866. Dédiée à Victor Hugo, qui avait mis en scène un jeune poète dans Notre-Dame de Paris, publié en 1899 à la librairie Conquet-Carteret et Cie, 1899, avec des illustrations de Jacques Clément Wagrez.
- Florise, comédie en quatre actes, 1870
- Deïdamia, Théâtre de l'Odéon, 18 novembre 1876
- La Perle, Théâtre Italien, 17 mai 1877
- Riquet à la houppe, 1884
- Socrate et sa femme, Comédie-Française, 2 décembre 1885 [lire en ligne]
- Le Baiser, Théâtre-Libre, 23 décembre 1887
- Ésope, 1893

### Œuvres posthumes
- Dans la fournaise, poésies, 1892
- Critiques, 1917.

## Hommages

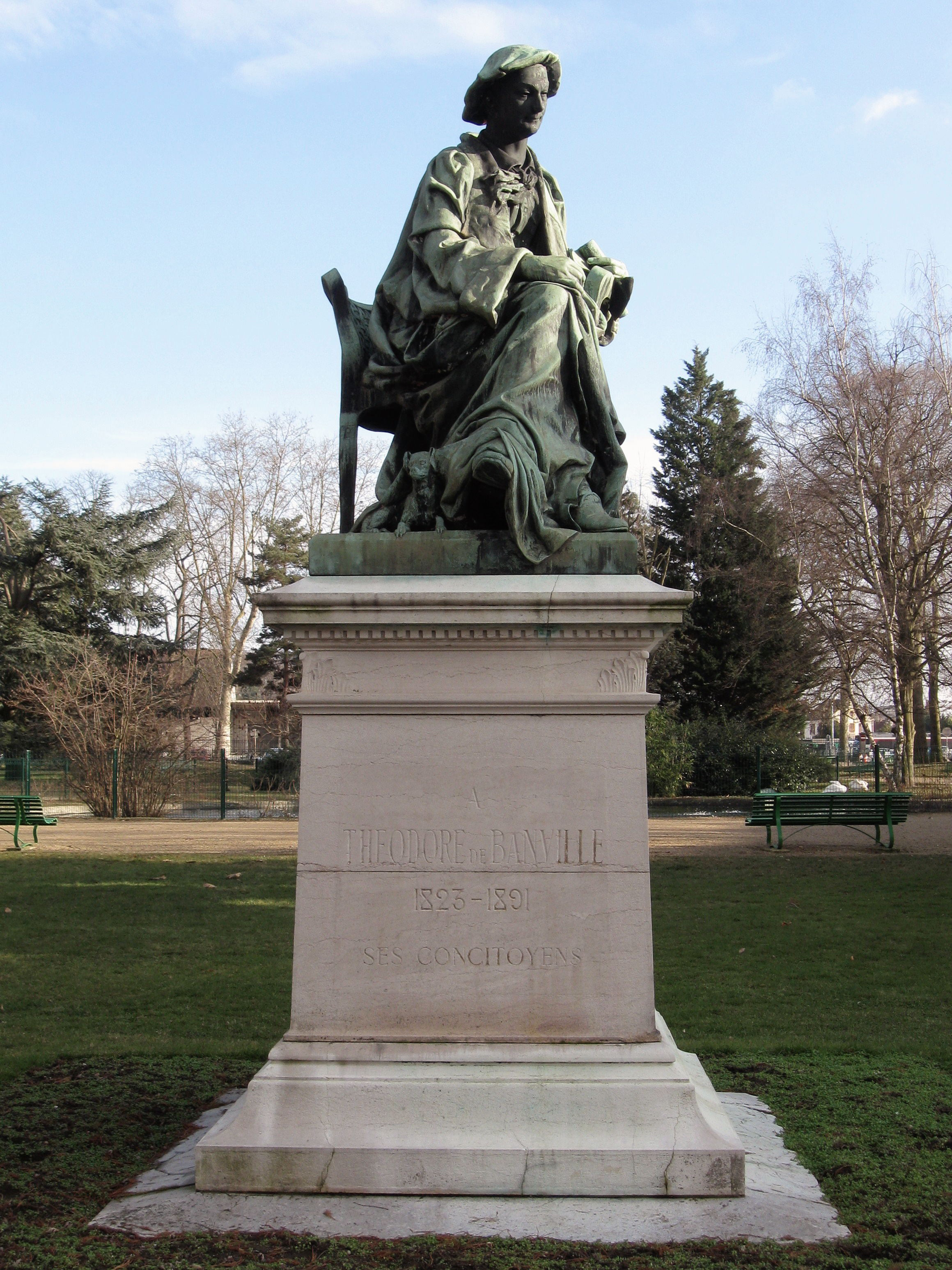
Statue de Théodore de Banville à Moulins.

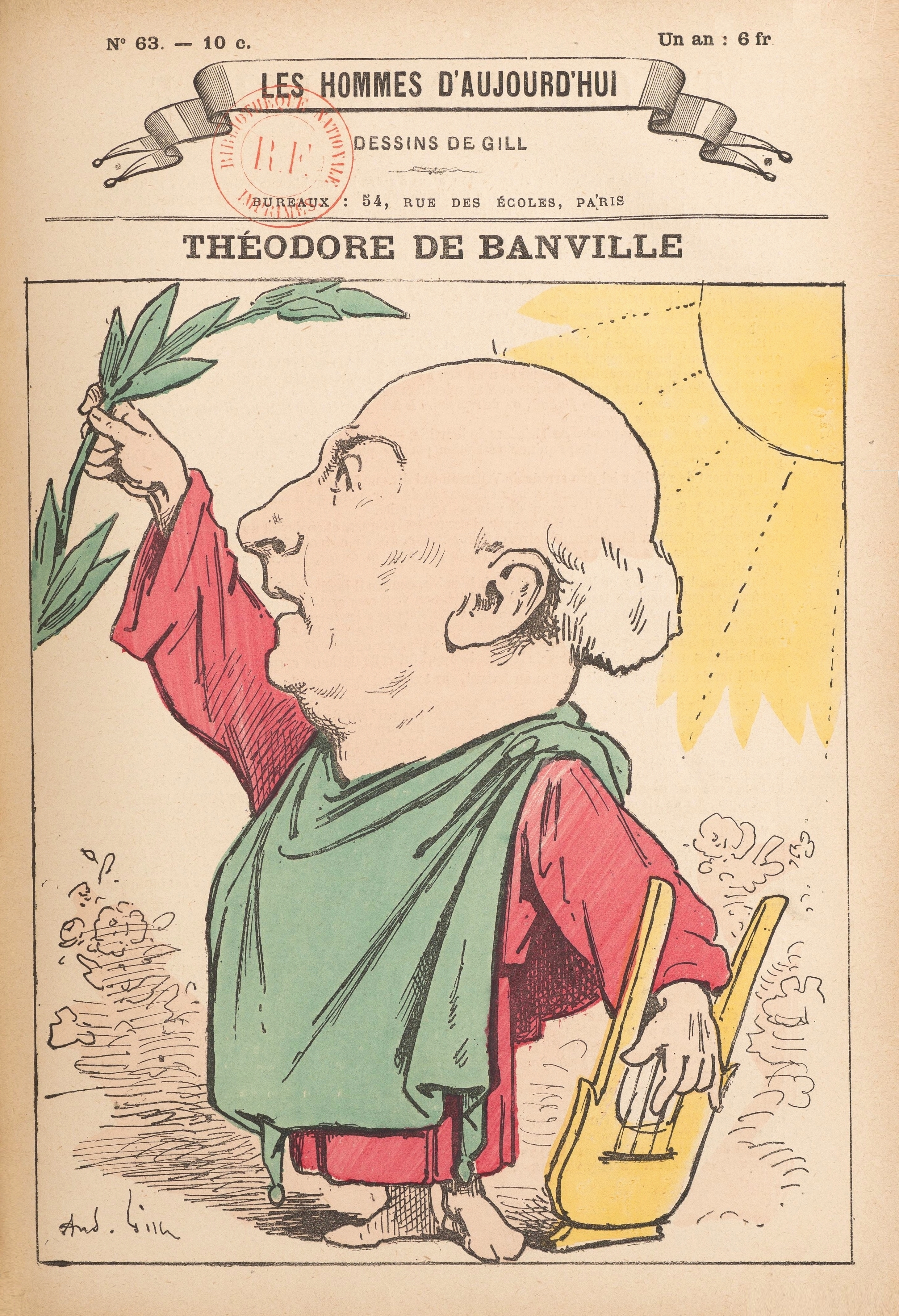
Théodore de Banville par André Gill,.

- Moulins, sa ville natale, lui a dédié une avenue, ainsi qu'un parc (près de la gare) où trône sa statue de bronze, œuvre du sculpteur Jean Coulon. Le plus ancien lycée de la ville porte son nom.
- Un square est dédié à Théodore de Banville dans le quartier du port de Nice, face à la mer. Citation gravée dans la pierre du square : « Les villes ont leur destinée écrite et le sort de Nice est de régner sans partage parmi ces filles de la Méditerranée qui sont vêtues de flots transparents et de roses fleuries. »
- Son buste, sculpté par Jules Roulleau, est exposé dans le jardin du Luxembourg, à Paris.
- Georges Brassens a mis en musique son poème Le Verger du roi Louis.
- Sur son album Momente en 2012, le groupe autrichien L'Âme Immortelle a mis en chanson L'étang Mâlo, poème tiré des Stalactites.
- Une rue du 17e arrondissement de Paris porte son nom, une autre rue à Toulouse.
- Une compagnie de théâtre porte le nom d'un de ses célèbres poèmes : Le Saut du tremplin[6].

## Poèmes mis en musique
- Aimons nous et dormons, Le Rossignol, Les Fées (1892) de Camille Saint-Saëns
- Aimons nous et dormons, Dernier vœu, L'air, La nuit, Le jour, La paix, La pêche, Les étoiles, L'automne, Le printemps, L'énamourée de Reynaldo Hahn
- Aimons-nous et dormons, Caprice, Les Baisers, Nuit d'étoiles, Pierrot, Fête galante, Le Lilas, Les Roses, Sérénade, strophes d'Hymnis (Il dort encore), Triolet à Philis (Zéphyr), de Claude Debussy
- Aimons nous, de Pierre de Bréville
- L'Enamourée, de Charles Gounod
- Le verger du roi Louis de Georges Brassens

## Citations
- « Théodore de Banville n'est pas précisément matérialiste ; il est lumineux. Sa poésie représente les heures heureuses. » Baudelaire, Fusées, 9.